# J. Austin
J. Austin war ein kanadischer Hersteller von Automobilen.

## Unternehmensgeschichte
Das Unternehmen hatte seinen Sitz an der King Street East 461 in Toronto. 1901 begann die Produktion von Automobilen.  Der Markenname lautete Austin.  Etwa 1905 endete die Produktion. Eine andere Quelle nennt als Bauzeit vage die Zeitspanne zwischen 1901 und 1905.
Es bestand keine Verbindung zur britischen Austin Motor Company.